# Norbert van Heyst

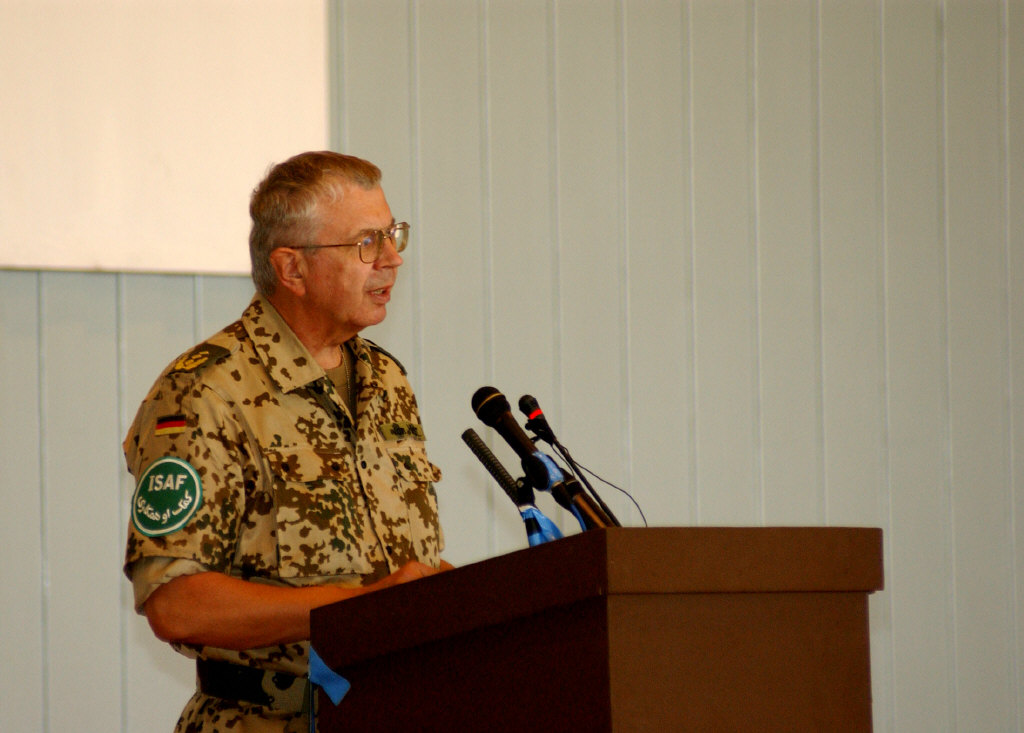
Norbert van Heyst in 2003

Norbert van Heyst (* 24. Juni 1944 in Rengsdorf/Neuwied) ist ein Generalleutnant außer Dienst des Heeres der Bundeswehr. Nach Ende seiner Dienstzeit verfasste er den sogenannten Heyst-Bericht, einer Bestandsaufnahme der Probleme bei Auslandseinsätzen der Bundeswehr.

## Militärische Laufbahn
Im April 1963 trat van Heyst als Offizieranwärter in die Fernmeldetruppe ein, in der er verschiedene Verwendungen als Zugführer, S1- und S2-Offizier und Kompaniechef in den Fernmeldebataillonen 110 in Borken und 130 in Coesfeld durchlief.
Van Heyst nahm von Oktober 1974 bis September 1976 am 17. Generalstabslehrgang des Heeres an der Führungsakademie der Bundeswehr in Hamburg teil, wo er zum Offizier im Generalstabsdienst ausgebildet wurde. Im Anschluss war er als G3 (Ausbildung) im Heeresamt und Referent in der Stabsabteilung Planung im Führungsstab des Heeres des Bundesministeriums der Verteidigung eingesetzt.
Nach seiner Verwendung als Kommandeur des Fernmeldebataillon 12 in Veitshöchheim von April 1982 bis März 1984 folgten Verwendungen unter anderem als G1 der 5. Panzerdivision, G1 des III. Korps und Referatsleiter für zentrale Personalangelegenheiten der Offiziere des Heeres im Bundesministerium der Verteidigung.
Von März 1991 bis März 1993 führte van Heyst als erster Kommandeur die Panzerbrigade 39 „Thüringen“ in Erfurt.
Während seiner Verwendung als Stabsabteilungsleiter Organisation im Führungsstab des Heeres wurde er im April 1993 zum Brigadegeneral befördert.
Ab August 1994 war er Stabsabteilungsleiter Planung im Führungsstab der Streitkräfte und ab August 1997 Chef des Stabes im Führungsstab des Heeres, nunmehr als Generalmajor.
Ab März 2000 versah van Heyst seinen Dienst beim I. Deutsch-Niederländischen Korps in Münster, zunächst als Stellvertretender Kommandierender General, ab Juli 2002 dann als Kommandierender General im Dienstgrad Generalleutnant. Van Heyst übergab am 30. Juni 2005 das Kommando über das Korps an den niederländischen Generalleutnant Tony van Diepenbrugge und wurde mit einem großen Zapfenstreich vor dem Schloss Nordkirchen durch den damaligen Verteidigungsminister Peter Struck zum 1. Juli 2005 in den Ruhestand versetzt.

## Einsatz
Van Heyst war vom 10. Februar bis zum 11. August 2003 Kommandeur ISAF III in Afghanistan.

## „Heyst-Bericht“
Van Heyst war mit Erlass des Staatssekretärs Peter Wichert vom 9. Februar 2007 gebeten worden, eine unabhängige Arbeitsgruppe zu leiten, um die Planung und Führung der Auslandseinsätze der Bundeswehr zu analysieren und Verbesserungspotenzial aufzuzeigen.
Gemeinsam mit GenLt a. D. Hans-Werner Jarosch (zuletzt Stellvertreter des Inspekteurs der Luftwaffe), GenLt a. D. Ulf von Krause (zuletzt Befehlshaber Streitkräfteunterstützungskommando), GenStArzt a. D. Peter Fraps (zuletzt Amtschef Sanitätsamt der Bundeswehr), GenMaj a. D. Reinhart Hoppe (zuletzt Kommandeur Lufttransportkommando), FltlAdm a. D. Viktor Toyka (zuletzt Stellvertreter des Kommandeurs der Führungsakademie der Bundeswehr und Direktor Lehrgänge) und Brigadegeneral a. D. Bernd Kiesheyer (zuletzt Stellvertreter des Kommandeurs 7. Panzerdivision) führte er von Februar 2007 an die geforderte Untersuchung durch. Die Arbeitsgruppe besuchte elf Dienststellen und befragte 22 hochrangige militärische Vorgesetzte.
Unter dem offiziellen Titel „Auslandseinsätze der Bundeswehr“ wurde im Juli 2007 dem Verteidigungsminister Franz Josef Jung ein 55-seitiger Bericht vorgelegt.
Die Arbeitsgruppe kam zwar zum Ergebnis, dass die Bundeswehr ihre Einsätze generell gut bewältigt, international ein hohes Ansehen genießt und die Führungsstrukturen grundsätzlich richtig aufgestellt sind. Das häufig als „Heyst-Bericht“ zitierte Papier bemängelt aber zugleich erhebliche bürokratische Hemmnisse und mangelnde Abstimmung innerhalb der Bundeswehr. So seien ablauf- und aufbauorganisatorische Probleme sowohl horizontal zwischen den Teilstreitkräften/militärischen Organisationsbereichen und zwischen beteiligten Kommandobehörden, als auch vertikal zwischen den Führungsebenen zu beobachten.
Eine der Forderungen, die mittlerweile umgesetzt wurde, war die Schaffung des Einsatzführungsstabs.

## Auszeichnungen
- 2004: Bundesverdienstkreuz (I. Klasse)

## Familie
Van Heyst ist verheiratet und hat einen Sohn und eine Tochter.